# Жан Люсьєн Адольф Жульєн
Жан Люсьєн Адольф Жульєн (фр. Jean Lucien Adolphe Jullien); 1 червня 1845 — 30 серпня 1932) — французький музикознавець і театрознавець.

## З біографії
Публікувався як музичний критик з 1869 року, виступав у різних паризьких газетах. З композиторів новітнього часу цікавився, насамперед, Вагнером і Берліозом, яким присвятив ґрунтовні праці: «Ріхард Вагнер, його життя і твори» (фр. Richard Wagner, sa vie et ses oeuvres); 1886) і «Гектор Берліоз, його життя і боротьба, його твори» (фр. Hector Berlioz, la vie et la combat, les oeuvres); 1888); випустив також двотомник «Музиканти наших днів» (фр. Musiciens d'aujourd'hui); 1891 та 1894). Велике значення мали праці Жульєна з історії музики і театру, деякі з яких були присвячені музиці початку XIX століття, — зокрема, книги «Гете та музика» (фр. Goethe et la musique); 1880) і « Вебер в Парижі» (фр. Weber à Paris); 1877), — та більшість праць присвячена музиці XVIII століття:
- «Музика і філософія у XVIII столітті» (фр. La musique et la philosophie du XVIII-e siècle); 1873);
- «Комедія при дворі Людовика XVI» (фр. La comédie à la cour de Louis XVI); 1873);
- «Двір та опера при Людовіку XVI» (фр. La cour et l'opéra sous Louis XVI); 1878);
- «Марія Антуанетта — і Саккіні, Сальєрі, Фавар та Глюк» (фр. Marie Antoinette et Sacchini, Salieri, Favart et Gluck); 1878);

та ін.
Особливого значення мала написана Жульєном «Історія театрального костюму» (фр. Histoire du costume au théâtre); 1880).